# Душан Јовановић (фудбалер, 2006)
Душан Јовановић (Смедерево, 15. фебруар 2006) српски је фудбалер који тренутно игра за Партизан.

## Каријера
Јовановић је фудбал почео да тренира у Радинцу. Касније је прошао млађе категорије београдског Партизана. Током такмичарске 2023/24. је наступао за омладински састав тог клуба у УЕФА Лиги младих. Средином октобра 2023. године, потписао је трогодишњи уговор с матичним клубом. Почетком децембра исте године прикључен је раду с првим тимом код тренера Игора Дуљаја. Дебитовао је у осмини финала Купа Србије против екипе Графичара. У игру је ушао у 76. минуту, при резултату 0 : 1, а три минута касније постигао је погодак за изједначење, на асистенцију Аранђела Стојковића. Неколико дана касније дебитовао је и у Суперлиги Србије, ушавши у игру уместо Кристијана Белића у 78. минуту сусрета 18. кола, с нишким Радничким на Чаиру.

## Репрезентација
Јовановић је у мају 2021. године дебитовао за пионирску репрезентацију Србије, у двомечу с вршњацима из Босне и Херцеговине. У августу 2023. добио је позив Александра Луковића за проверу млађе омладинске селекције с вршњацима из Италије. На том сусрету је на терен крочио након једног часа игре, а репрезентација Србије поражена је резултатом 3–0.

## Статистика

### Клупска
Ажурирано 14. августа 2025.
| Клуб     | Сезона   | Лига             | Лига | Лига | Национални куп | Национални куп | Европа | Европа | Остало | Остало | Укупно | Укупно |
| Клуб     | Сезона   | Дивизија         |      | Гол  |                | Гол            |        | Гол    |        | Гол    |        | Гол    |
| -------- | -------- | ---------------- | ---- | ---- | -------------- | -------------- | ------ | ------ | ------ | ------ | ------ | ------ |
| Партизан | 2023/24. | Суперлига Србије | 1    | 0    | 1              | 1              | —      | —      | —      | —      | 2      | 1      |
| Партизан | 2024/25. | Суперлига Србије | 13   | 0    | 1              | 0              | 0      | 0      | —      | —      | 14     | 0      |
| Партизан | 2025/26. | Суперлига Србије | 1    | 0    | 0              | 0              | 2      | 1      | —      | —      | 3      | 1      |
| Партизан | Укупно   | Укупно           | 15   | 0    | 2              | 1              | 2      | 1      | —      | —      | 19     | 2      |

### Утакмице у дресу репрезентације
| Репрезентација Србије у узрасту до 15 година старости | Репрезентација Србије у узрасту до 15 година старости | Репрезентација Србије у узрасту до 15 година старости | Репрезентација Србије у узрасту до 15 година старости | Репрезентација Србије у узрасту до 15 година старости | Репрезентација Србије у узрасту до 15 година старости | Репрезентација Србије у узрасту до 15 година старости | Репрезентација Србије у узрасту до 15 година старости | Репрезентација Србије у узрасту до 15 година старости | Репрезентација Србије у узрасту до 15 година старости |
| #                                                     | Датум                                                 | Такмичење                                             | Локација                                              | Домаћин                                               | Резултат                                              | Гост                                                  | Гол                                                   | Реф.                                                  |                                                       |
| ----------------------------------------------------- | ----------------------------------------------------- | ----------------------------------------------------- | ----------------------------------------------------- | ----------------------------------------------------- | ----------------------------------------------------- | ----------------------------------------------------- | ----------------------------------------------------- | ----------------------------------------------------- | ----------------------------------------------------- |
| 1.                                                    | 18. мај 2021.                                         | Пријатељска утакмица                                  | Тренинг центар ФС БиХ, Зеница                         | Босна и Херцеговина                                   | 0 : 0                                                 | Србија                                                |                                                       | [ 17 ]                                                |                                                       |
| 2.                                                    | 20. мај 2021.                                         | Пријатељска утакмица                                  | Тренинг центар ФС БиХ, Зеница                         | Босна и Херцеговина                                   | 1 : 1                                                 | Србија                                                |                                                       | [ 18 ]                                                |                                                       |
| 2                                                     | Укупан број утакмица и постигнутих погодака           | Укупан број утакмица и постигнутих погодака           | Укупан број утакмица и постигнутих погодака           | Укупан број утакмица и постигнутих погодака           | Укупан број утакмица и постигнутих погодака           | Укупан број утакмица и постигнутих погодака           | 0                                                     |                                                       |                                                       |

| Репрезентација Србије у узрасту до 18 година старости | Репрезентација Србије у узрасту до 18 година старости | Репрезентација Србије у узрасту до 18 година старости | Репрезентација Србије у узрасту до 18 година старости | Репрезентација Србије у узрасту до 18 година старости | Репрезентација Србије у узрасту до 18 година старости | Репрезентација Србије у узрасту до 18 година старости | Репрезентација Србије у узрасту до 18 година старости | Репрезентација Србије у узрасту до 18 година старости | Репрезентација Србије у узрасту до 18 година старости |
| #                                                     | Датум                                                 | Такмичење                                             | Локација                                              | Домаћин                                               | Резултат                                              | Гост                                                  | Гол                                                   | Реф.                                                  |                                                       |
| ----------------------------------------------------- | ----------------------------------------------------- | ----------------------------------------------------- | ----------------------------------------------------- | ----------------------------------------------------- | ----------------------------------------------------- | ----------------------------------------------------- | ----------------------------------------------------- | ----------------------------------------------------- | ----------------------------------------------------- |
| 1.                                                    | 8. септембар 2023.                                    | Пријатељска утакмица                                  |                                                       | Италија                                               | 3 : 0                                                 | Србија                                                |                                                       | [ 14 ]                                                |                                                       |
| 1                                                     | Укупан број утакмица и постигнутих погодака           | Укупан број утакмица и постигнутих погодака           | Укупан број утакмица и постигнутих погодака           | Укупан број утакмица и постигнутих погодака           | Укупан број утакмица и постигнутих погодака           | Укупан број утакмица и постигнутих погодака           | 0                                                     |                                                       |                                                       |